# Harry Knudsen
Harry Madsen Knudsen, danski veslač, * 4. marec 1919, Højelse, Danska, † 1. september 1998, Køge, Sjælland, Danska.
Knudsen je za Dansko nastopil na Poletnih olimpijskih igrah 1948 v Londonu kot član danskega četverca s krmarjem in osvojil bronasto medaljo.